# Пять карбованцев
Пять карбованцев  (купоны, купонокарбованцы) (укр. П'ять карбованців) — номинал денежных купюр, выпускавшихся:
- Рейхскомиссариатом Украина в 1942—1944 годах;
- Национальным банком Украины в 1992—1994 годах.

## Банкнота Рейхскомиссариата Украина

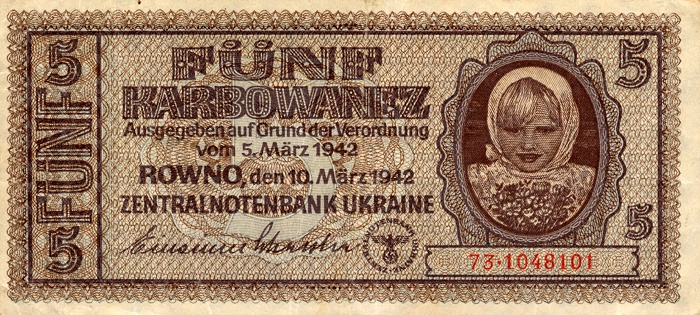
5 карбованцев 1942 года

В центре на фоне номинала цифрой «5» номинал прописью на немецком языке: FÜNF KARBOWANEZ (Пять карбованцев). Под ним текст: Ausgegeben auf Grund der Verordnung vom 5. März 1942 / ROWNO, den 10. März 1942. ZENTRALNOTENBANK UKRAINE (Выпуск на основании распоряжения от 5 марта 1942 г. Ровно, 10 марта 1942 г. Центральный эмиссионный банк Украины). В самом низу — подпись управляющего банком, справа от подписи штамп в виде герба Германской империи (орёл с распростёртыми крыльями держит венок из дубовых ветвей со свастикой), снизу по часовой стрелке надпись по кругу: ZENTRALNOTENBANK UKRAINE. По четырём углам банкноты номинал цифрой, слева вертикальная надпись большими буквами снизу вверх: FÜNF (Пять), отделённая рамкой от основного поля банкноты. Справа в продолговатой фигурной мандале — портрет девочки в косынке с цветами в руках, под ним обозначение серии, отделённое точкой от семизначного номера; все цифры и точка — красного цвета. Цвета фона — серый и светло-коричневый, цвет печати — коричневый.
В центре в фигурной овальной мандале номинал большой цифрой. Вверху в две строки надпись на немецком языке: ZENTRALNOTENBANK UKRAINE / FÜNF KARBOWANEZ, снизу под цифрой та же надпись на украинском языке: П’ЯТЬ КАРБОВАНЦІВ / ЦЕНТРАЛЬНИЙ ЕМІСІЙНИЙ БАНК УКРАЇНА. Слева от центрального номинала — предостерегающая надпись в три строки: GELOFÄLSCHUNG WIRD MIT ZUCHTHAUS BESTRAFT, справа от номинала та же надпись на украинском языке: ФАЛЬШУВАННЯ ГРОШЕВИХ ЗНАКІВ КАРАЄТЬСЯ ТЯЖКОЮ ТЮРМОЮ (Изготовление фальшивых денежных знаков карается тюремным заключением). По четырём углам банкноты номинал цифрой. Цвет фона — серый, цвет печати — коричневый.
Банкнота в 5 карбованцев выпущена в обращение в 1942 году Центральным эмиссионным банком Украины. Использовалась до конца 1944 года.

## Банкнота 1992—1994 годов
Банкноты номиналом 5 карбованцев были изготовлены на Специальной банковской типографии во Франции в 1991 году.
Банкноты печатались на белой бумаге. Размер банкнот составлял: длина 105 мм, ширина — 53 мм. Водяной знак — «паркет».
На аверсной стороне банкноты в центральной части слева размещено скульптурное изображение Лыбеди с Памятного знака в честь основания Киева. С правой стороны на банкноте содержатся надписи Украина, Купон, 5 карбованцев, Национальный банк Украины и год выпуска — 1991.
На реверсной стороне банкноты размещено гравюрное изображение Софийского собора в Киеве и в каждом из углов обозначен номинал купюры. Преобладающий цвет обеих сторон — синий.
Банкнота введена в обращение 10 января 1992, изъята — 1 октября 1994 года.